# Boris Szuchow
Boris Chabałowicz Szuchow (ros. Борис Хабалович Шухов, ur. 8 maja 1947 w Kodymie) – radziecki kolarz szosowy, mistrz olimpijski oraz dwukrotny medalista mistrzostw świata.

## Kariera
Pierwszy sukces w karierze Boris Szuchow osiągnął w 1970 roku, kiedy wspólnie ze Walerijem Jardym, Wiktorem Sokołowem i Walerijem Lichaczowem zdobył złoty medal w drużynowej jeździe na czas podczas mistrzostw świata w Leicester. Wynik ten reprezentanci ZSRR w składzie: Boris Szuchow, Walerij Jardy, Giennadij Komnatow i Walerij Lichaczow powtórzyli na rozgrywanych dwa lata później igrzyskach olimpijskich w Monachium. Ostatni medal zdobył na mistrzostwach świata w Barcelonie w 1973 roku, gdzie razem z Komnatowem, Siergiejem Sinicynem i Jurijem Michajłowem zajął drugie miejsce w drużynowej jeździe na czas. Poza tym jego największymi osiągnięciami są zwycięstwa w Tour de Bretagne i Kroz Jugoslaviju w 1973 roku.